# Kalle Anka och samvetet
Kalle Anka och samvetet (engelska: Spare the Rod) är en amerikansk animerad kortfilm med Kalle Anka från 1954.

## Handling
Kalle Anka är upprörd över att Knatte, Fnatte och Tjatte hellre leker än att utföra sina sysslor. När han tänker straffa pojkarna dyker hans samvete upp i skepnad av en barnpsykolog som tycker att han ska leka med dem istället.
Tipset visar sig vara lyckat då han lyckas kombinera hushållssysslorna med Knattarnas lekar, men plötsligt anländer ett gäng kannibaler och Kalle tror dock att det bara är pojkarna som skojar.

## Om filmen
I filmen förekommer ett gäng kannibaler som är snarlika stereotyper av pygméer, som i några TV-sändningar i USA klipptes bort.
Filmen hade svensk premiär den 3 december 1954 på Sture-Teatern i Stockholm och ingick i kortfilmsprogrammet Kalle Ankas glada varieté tillsammans med sju kortfilmer till: Kalle Ankas björnäventyr, Plutos födelsedagsskiva, Fyrbenta eskimåer (ej Disney), Jan Långben dansar, Kalle Ankas nye granne, Kalle Anka och Jumbo och Jultomtens verkstad.

## Rollista
- Clarence Nash – Kalle Anka, Knatte, Fnatte och Tjatte
- Bill Thompson – barnpsykolog, berättare
- Pinto Colvig – kannibaler[8]